# Oliver Wood (operator)
Oliver Wood (ur. 21 lutego 1942 w Londyn, zm. 13 lutego 2023 w Los Angeles) – brytyjski operator filmowy urodzony w Londynie. Na 61. ceremonii rozdania nagród BAFTA otrzymał nominację za najlepsze zdjęcia do filmu Ultimatum Bourne’a.

## Filmografia

### Film
- Policja zastępcza (The Other Guys) (2010)
- Surogaci (Surrogates) (2009)
- Bracia przyrodni (Step Brothers) (2008)
- Ultimatum Bourne’a (The Bourne Ultimatum) (2007)
- Ricky Bobby – Demon prędkości (Talladega Nights: The Ballad of Ricky Bobby) (2006)
- Fantastyczna Czwórka (Fantastic Four) (2005)
- Scooby-Doo 2: Potwory na gigancie (Scooby-Doo 2: Monsters Unleashed) (2004)
- Krucjata Bourne’a (The Bourne Supremacy) (2004)
- Zakręcony piątek (Freaky Friday) (2003)
- Parasol bezpieczeństwa (National Security) (2003)
- Tożsamość Bourne’a (The Bourne Identity) (2002)
- Ja, szpieg (I Spy) (2002)
- Pluto Nash (The Adventures of Pluto Nash) (2002)
- U-571 (2000)
- Wielki Joe (Mighty Joe Young) (1998)
- Bez twarzy (Face/Off) (1997)
- Śledztwo nad przepaścią (Switchback) (1997)
- Chluba Boston Celtics (Celtic Pride) (1996)
- Dwa dni z życia doliny (2 Days in the Valley) (1996)
- Symfonia życia (Mr. Holland's Opus) (1995)
- Na granicy ryzyka (Terminal Velocity) (1994)
- Zakonnica w przebraniu 2: Powrót do habitu (Sister Act 2: Back in the Habit) (1993)
- Pieniądze albo miłość (For Love or Money) (1993)
- Rudy (1993)
- Szalona wyprawa Billa i Teda (Bill & Ted's Bogus Journey) (1991)
- Niezwykła randka (Mystery Date) (1991)
- Szklana pułapka 2 (Die Hard 2) (1990)
- Przygody Forda Fairlane’a (The Adventures of Ford Fairlane) (1990)
- Neonowi maniacy (Neon Maniacs) (1986)
- Joey (1986)
- Alphabet City (1984)
- Sex O’Clock News (1984)
- In Our Hands (1984)
- The Returning (1983)
- Maya (1982)
- Nie chodź do tego domu (Don't Go in the House) (1980)
- Feedback (1978)
- The Honeymoon Killers (1970)
- De Blanke Slavin (The White Slave) (1969)
- Popdown (1967)

### Telewizja
- Policjanci z Miami (Miami Vice) (1984–1989)
- Nasty Hero (1987)